# Speckhorn
Speckhorn ist eine alte Bauerschaft im Grenzgebiet von Recklinghausen (Süden) zu Oer-Erkenschwick (Nordosten) und Marl (Nordwesten), die heute zum Recklinghäuser Nord-Stadtteil Speckhorn/Bockholt gehört. Das Kerndorf wird nach Nordnordosten fortgesetzt durch die Honermann-Siedlung auf dem Gebiet der früheren Bauerschaft Siepen (alte Gemarkung von Oer), deren Südteil bis zum Silvertbach historisch zu Speckhorn gehört. Ebenso liegt die Mühlenstraße in Marl (Sinsen-Lenkerbeck) auf altem Speckhorner Grund. Speckhorn hat kleinere Anteile am Naturschutzgebiet Die Burg, das größtenteils auf heutigem Marler Grund liegt.
Speckhorn besitzt einen dörflichen Charakter, während die Speckhorner Wohnplätze Beising (im Westen) und Börste (im Südosten) eher verstreut besiedelt sind.

## Geschichte
Speckhorn gehörte der Gemeinde Recklinghausen-Land an, die am 1. April 1926 aufgelöst wurde. Seit der Auflösung gehört Speckhorn zur Stadt Recklinghausen.

## Religion

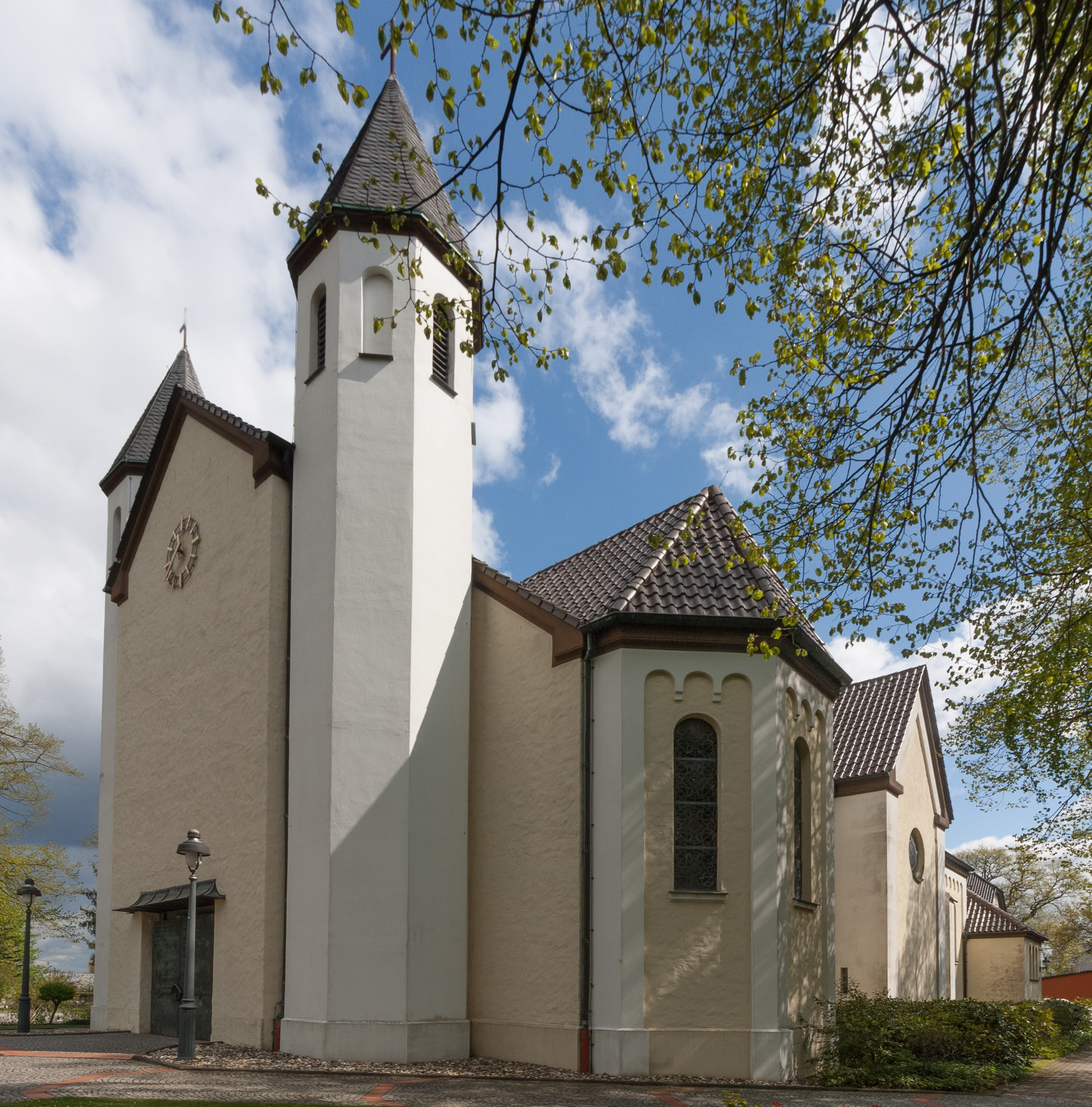
Kirche Heilige Familie

In Speckhorn befindet sich die römisch-katholische Kirche Hl. Familie des Bistums Münster.

## Baudenkmäler

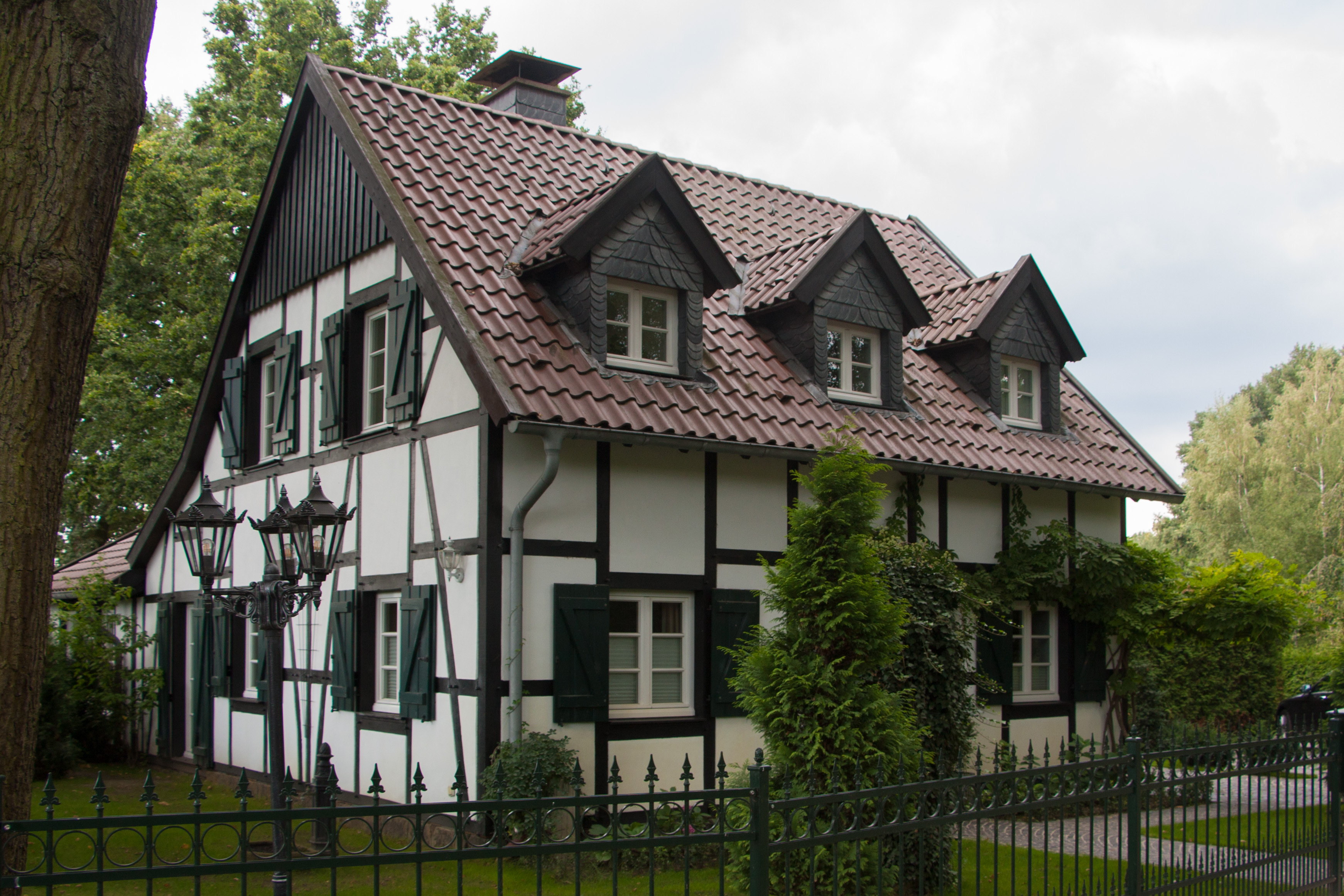
Fachwerkhaus Christophstraße 21

Als Baudenkmal sind in Speckhorn der Hof Höwing am Wohnplatz Beising sowie das Fachwerkhaus Christophstraße 21 eingetragen.

## Wirtschaft
In Speckhorn und im Nordviertel befindet sich der von der SL Naturenergie GmbH betriebene Windpark Recklinghausen.

## Verkehr
Die VRR-Buslinie 220 der Vestischen Straßenbahnen bedient den Stadtteil.
| Linie | Verlauf | Takt (Mo–Fr) |
| ----- | --- | ------------ |
| 220   | Recklinghausen Hbf – Nordviertel – Speckhorn – Marl-Sinsen – Sinsen Bf – Lenkerbeck – Hüls – Drewer – Marl Mitte | 30 min       |